# Нінтавур-09
Грама Ніладхарі Нінтавур-09 (№ 37C) — Грама Ніладхарі підрозділу ОС Нінтавур, округ Ампара, Східна провінція, Шрі-Ланка.

## Демографія
| Населення (2007) | Населення (2007) | Населення (2007) | Населення (2007) | Населення (2007) |
| Населення        | Чоловіки         | Жінки            | Діти             | Дорослі          |
| ---------------- | ---------------- | ---------------- | ---------------- | ---------------- |
| 1798             | 900              | 898              | 652              | 1146             |